# Bong (Fernsehsendung)
Bong war in den 1980er-Jahren ebenso wie Sprungbrett eine musikalische Fernsehshow des DDR-Fernsehens. Premiere hatte Bong am 8. Februar 1983 und lief mit 75 Sendungen bis 15. Juli 1989.
Die Sendung mit dem Moderator Jürgen Karney hatte das Schlager-Studio der DDR der 1970er-Jahre mit dem Moderator Chris Wallasch abgelöst und war eine Wertungssendung zu den DDR-Pop-Charts als aufgezeichnete Live-Sendung, die jeweils einmal im Monat donnerstags im DDR-Fernsehen ausgestrahlt wurde. Bong stellte in jeder Sendung fünf neue Titel vor. Drei weitere wurden nach erfolgreicher Wiederwahl durch das Publikum mittels Zuschauer-Zuschriften aus der vorigen Sendung übernommen, deren Siegertitel dann den Silbernen Bong bekam.
Neben Neumis Rock Circus, Maja Catrin Fritsche, Tina Daute, Inka Bause, Olaf Berger, Ralf Bursy, IC Falkenberg, Mathias Lauschus und vielen anderen traten auch ausländische Künstler mit Rundfunk- oder Amiga-Produktionen auf, wie Hana & Dana, Lili Ivanova, Aniko, Judith Szücs und Miro Fabian.
Zehn Jahre nach der ersten Sendung zeigte der MDR neun „Best-of“-Sendungen namens Bing Bong am späten Montagabend; großteils wurden Clips von 1983 und 1984 gezeigt. In den Folgejahren wiederholte der MDR komplette Ausgaben im Nachmittagsprogramm.
2003 wurde eine Neuauflage vom geplant, die es aber nicht in die Produktion schaffte. Gäste der ersten Folge wären die Puhdys und Yvonne Catterfeld gewesen.
2014 kehrte Bong mit einer großen Jubiläumsshow auf die Bühne zurück. Jürgen Karney präsentierte 5 Stunden lang u. a. Karat, Muck, Petra Zieger & Band, H&N, Wolfgang Ziegler, Beppo Küster, Olaf Berger, Wolfgang Lippert und Michael Barakowski. Eine für das gleiche Jahr geplante Tour zerschlug sich.

## Diskografie
Schallplatten
- 1984: Schlagererfolge aus Bong – LP
- 1985: Jürgen Karney präsentiert Schlager aus Bong – LP
- 1986: Jürgen’s Bon(g)Bons ’86 – LP
- 1987: alles gebongt – LP
- 1988: Bongschlag – LP

CDs
- 1996: Der Bong Mix – CD
- 2013: Das Beste aus Bong – Doppel-CD

DVDs
- 2013: Das Beste aus Bong – 4 DVDs (Serie: DDR TV-Archiv)